# Vitali Kuznetsov
Vitali Yakovlevich Kuznetsov –en ruso, Виталий Яковлевич Кузнецов– (Novomazino, URSS, 16 de febrero de 1941 – Moscú, Rusia, 13 de octubre de 2011) fue un deportista soviético que compitió en judo.
Participó en dos Juegos Olímpicos de Verano en los años 1972 y 1980, obteniendo una medalla de plata en la edición de Múnich 1972 en la categoría abierta. Ganó dos medallas en el Campeonato Mundial de Judo en los años 1971 y 1979, y cuatro medallas en el Campeonato Europeo de Judo entre los años 1969 y 1979.

## Palmarés internacional
| Juegos Olímpicos   | Juegos Olímpicos        | Juegos Olímpicos  | Juegos Olímpicos |
| Año                | Lugar                   | Medalla           | Categoría        |
| ------------------ | ----------------------- | ----------------- | ---------------- |
| 1972               | Múnich (RFA)            | Medalla de plata  | Abierta          |
| Campeonato Mundial |                         |                   |                  |
| Año                | Lugar                   | Medalla           | Categoría        |
| 1971               | Ludwigshafen (RFA)      | Medalla de plata  | Abierta          |
| 1979               | Paris (Francia)         | Medalla de plata  | Abierta          |
| Campeonato Europeo |                         |                   |                  |
| Año                | Lugar                   | Medalla           | Categoría        |
| 1969               | Ostende (Bélgica)       | Medalla de bronce | +93 kg           |
| 1971               | Gotemburgo (Suecia)     | Medalla de oro    | Abierta          |
| 1972               | Voorburg (Países Bajos) | Medalla de bronce | +93 kg           |
| 1979               | Bruselas (Bélgica)      | Medalla de plata  | +95 kg           |